# Kazunobu Shigemune
Tsutomu Shigemune (重宗務, Shigemune Tsutomu), né le 27 juillet 1896 et mort le 4 décembre 1971, est un réalisateur et producteur japonais actif du milieu des années 1920 au début des années 1940. Il adopte le nom de Kazunobu Shigemune (重宗和伸, Shigemune Kazunobu) à partir de 1938.

## Biographie
Tsutomu Shigemune nait le 27 juillet 1896 à Iwakuni dans le sud-ouest du Japon. Il réalise plus de cinquante films entre 1925 et 1939, pour leur grande majorité sous son vrai nom,. Il adopte le nom de Kazunobu Shigemune en 1938.
En mars 1935, Tsutomu Shigemune, qui a quitté la Shōchiku, fonde la société de production indépendante Tokyo Hassei (ja), à laquelle participent le scénariste Naoyuki Hatta (ja), les réalisateurs Shirō Toyoda et Yutaka Abe, l'acteur Den Obinata et l'actrice Yumeko Aizome. La Nikkatsu puis à partir de 1936, la Tōhō Eiga Haikyū (ja) assurent la distribution des films. La Tokyo Hassei produit des films ambitieux, en particulier les films de la veine bunga eiga (adaptations d’œuvres purement littéraires) de Shirō Toyoda, notamment Une jeune fille (若い人, Wakai hito, 1937), une histoire d'amour entre une étudiante et son professeur, Le Rossignol (鶯, Uguisu, 1938) d'après un roman d'Einosuke Itō, ou encore Le Printemps des petites îles (小島の春, Kojima no haru, 1940), le journal d'une femme médecin qui soigne les lépreux sur les îles de la mer intérieure de Seto. La Tokyo Hassei remporte de nombreux prix mais a du mal à maintenir son équilibre financier et elle est finalement absorbée par la Tōhō en 1941,.
Après la Seconde Guerre mondiale, Kazunobu Shigemune enseigne au département cinéma de la Kamakura Academia (ja), une université qui ouvre ses portes à Kamakura en 1946 et qui vise à instiller un « esprit scientifique, indépendant et véritablement démocratique » aux citoyens. En butte à des problèmes financiers, l'université à la réputation « trop gauchiste » ferme ses portes en 1950.

### Vie privée
Le scénariste et réalisateur Takeo Murata est son beau-frère.

## Filmographie
La filmographie de Kazunobu Shigemune est établie à partir de la base de données JMDb,.

### Comme réalisateur
- 1925 : Kōgai no ie (郊外の家?)
- 1925 : Futari junrei (二人巡礼?)
- 1925 : Muramasa Komachi (村正小町?)
- 1925 : Ueno no kane (上野の鐘?)
- 1926 : Ohatsu Kichinosuke (お初吉之助?)
- 1926 : Osono (お園?)
- 1926 : Wakaki onna no shi (若き女の死?)
- 1926 : Onna Sakazaki (女坂崎?)
- 1926 : Yaoya Oshichi (八百屋お七?)
- 1926 : Samidare no koro (五月雨の頃?)
- 1926 : Wakaki hi no tsumi (若き日の罪?)
- 1926 : Onatsu Seijūrō (お夏清十郎?)
- 1926 : Kyōgi Miyakichi (侠妓美弥吉?)

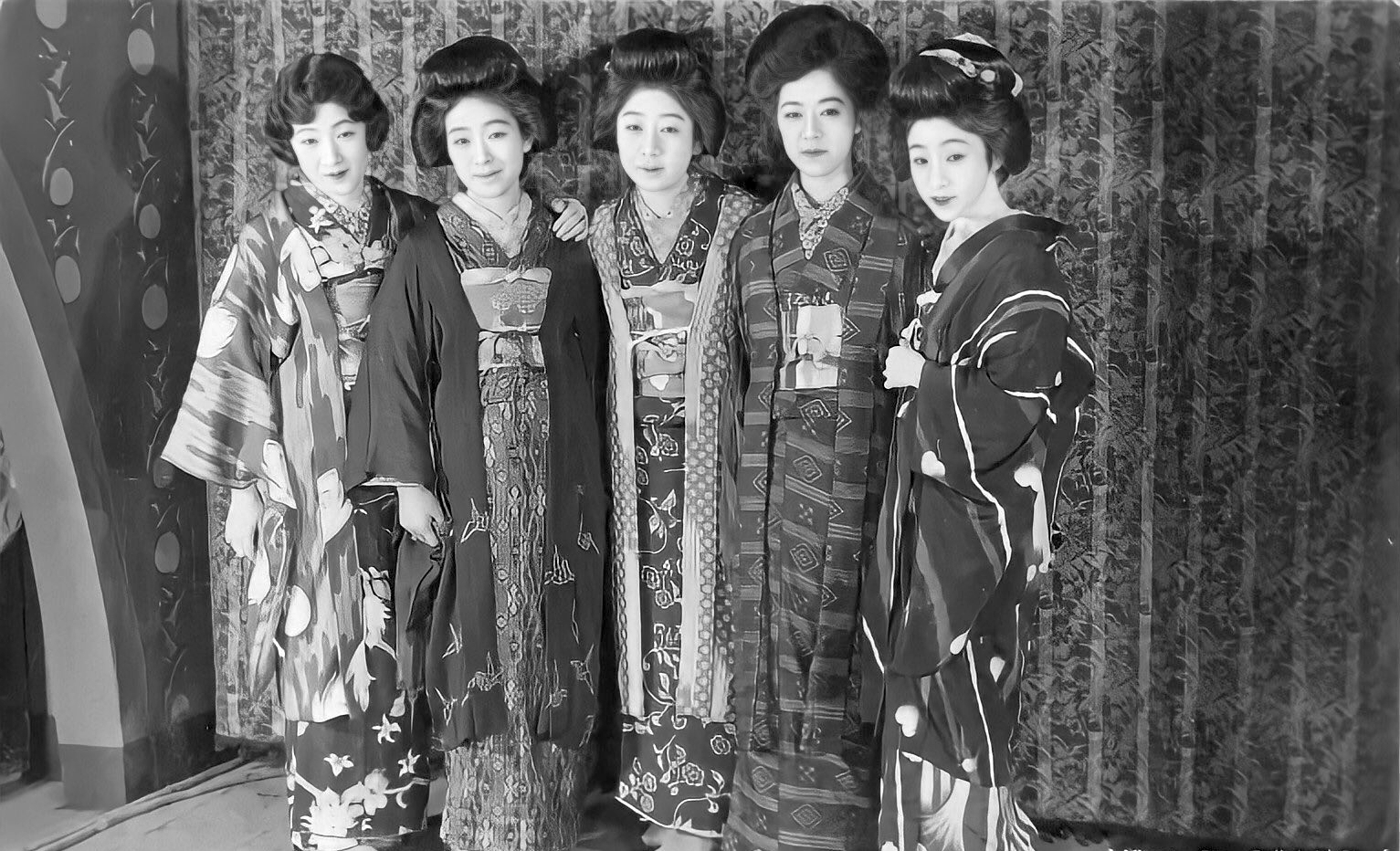
Sumiko Kurishima, Chieko Matsui, Yoshiko Kawada, Yukiko Tsukuba et Sakuko Yanagi, photo promotionnelle des Cinq intriguantes (1926).

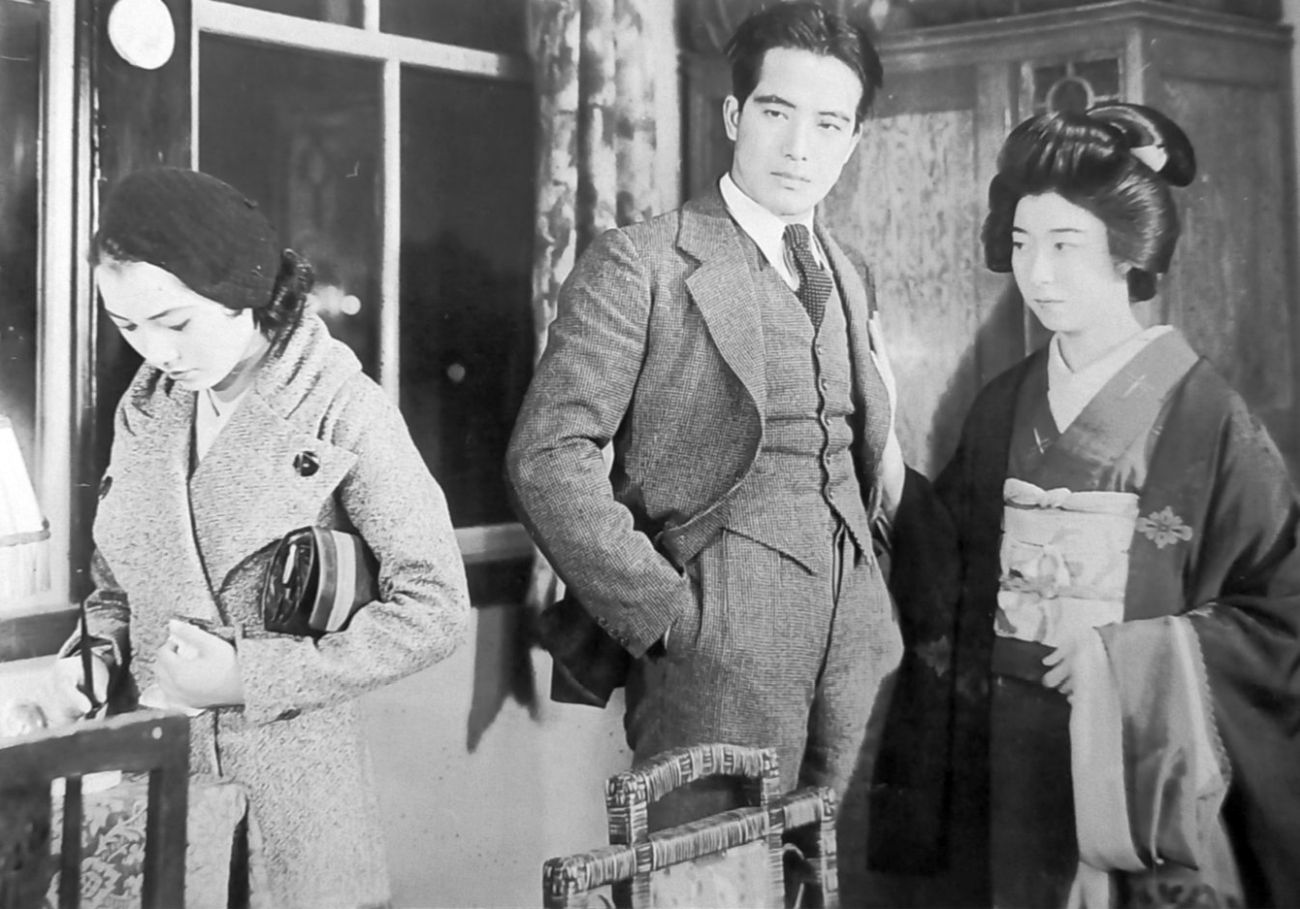
Sumiko Mizukubo, Den Obinata et Emiko Yagumo dans Koi zange (1933).

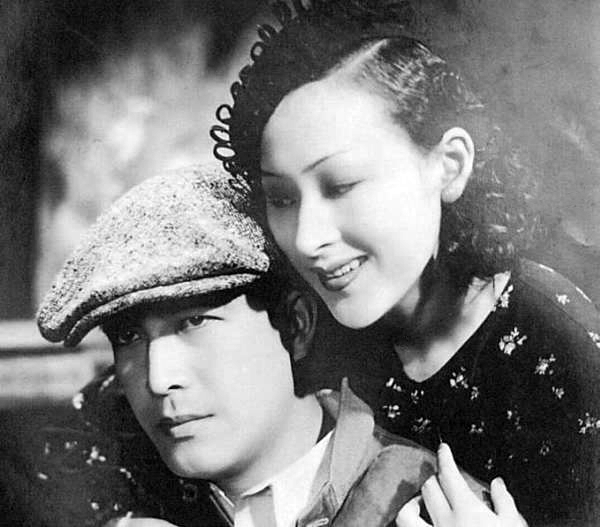
Den Obinata et Yumeko Aizome dans Machi no ekubo (1936).

- 1926 : Cinq intrigantes I (妖婦五人女 第一篇 弁天おさく, Yōfu gonin onna - daiichihen: Benten Osaku?)[10]
- 1927 : Yakko no koman (奴の小万?)
- 1927 : Enma (艶魔?)
- 1927 : Hitotama Ohan (人玉お半?)
- 1927 : Musasabi no Sankichi (むさゝびの三吉?)
- 1927 : Kuon no zō (久遠の像?)
- 1927 : Koimoyō futari musume (恋模様二人娘?)
- 1928 : Shatekiya no musume (射的屋の娘?)
- 1928 : Fumetsu no ai (不滅の愛?)
- 1928 : Saraba kokyō yo (さらば故郷よ?)
- 1929 : Shunyō koi tatehiki (春容恋達引?)
- 1929 : Machi no jojōshi (街の抒情詩?)
- 1929 : Miyakodori (都鳥?)
- 1929 : Naniwa kouta (浪花小唄?)
- 1929 : Kotoshidake (今年竹?)
- 1930 : Shinpen mana koi jokyoku (新編 愛恋序曲?)
- 1930 : Gendai okusama kishitsu (現代奥様気質?)
- 1930 : Reimei no sekai (黎明の世界?)
- 1930 : Modern okusama (モダン奥様, Modan okusama?)
- 1930 : Josei tengoku (女性天国?)
- 1931 : Sentan ni tatsu onna (尖端に立つ女?)
- 1931 : Nikutai no bōfū (肉体の暴風?)
- 1932 : Yōki na ojōsan (陽気なお嬢さん?)
- 1932 : Riku no wakōdo (陸の若人?)
- 1933 : Koi zange (恋ざんげ?)
- 1933 : Kekkon kaidō (結婚街道?)
- 1933 : Risō no otto (理想の良人?)
- 1935 : Mittsu no shinju (三つの真珠?)
- 1935 : Kanpai! Gakusei shokun (乾杯！学生諸君?)
- 1935 : Daigaku o deta wakadanna (大学を出た若旦那?)
- 1936 : Machi no ekubo (街の笑くぼ?)
- 1936 : Moero! Tamashī (燃えろ！魂?)
- 1936 : Ippon gatana dohyō iri (一本刀土俵入?)
- 1936 : Ken tatsu tabi goyomi (剣辰旅ごよみ?)
- 1937 : Oyake Akahachi (オヤケアカハチ?), coréalisé avec Shirō Toyoda
- 1937 : Wakadanna sangoku ichi (若旦那三国一?)
- 1937 : Hatoba Yakuza (波止場やくざ?, Litt. Le Yakuza du quai[11])
- 1937 : Feux croisés (十字砲火, Jūji hōka?), coréalisé avec Shirō Toyoda et Yutaka Abe
- 1939 : Shōka Sonjuku (松下村塾?)

### Comme producteur

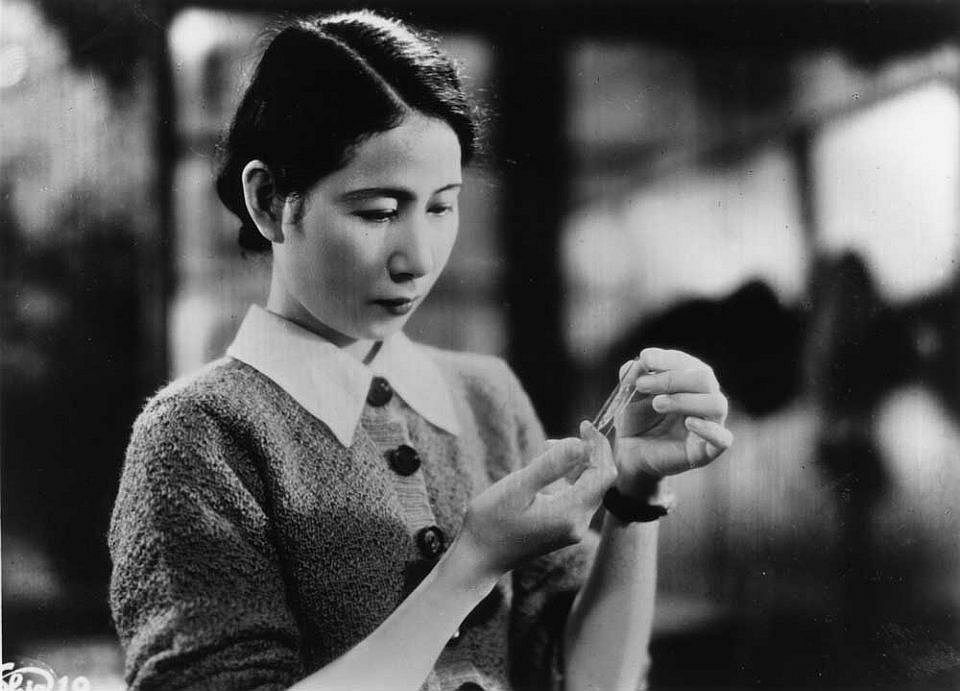
Shizue Natsukawa dans Le Printemps des petites îles (1940).

- 1937 : Feux croisés (十字砲火, Jūji hōka?) de Kazunobu Shigemune, Shirō Toyoda et Yutaka Abe
- 1938 : Le Petit Pleurnichard (泣蟲小僧, Nakimushi kozo?) de Shirō Toyoda[3]
- 1938 : Les Enfants du soleil (太陽の子, Taiyō no ko?) de Yutaka Abe
- 1938 : Une auberge en hiver (冬の宿, Fuyu no yado?) de Shirō Toyoda
- 1938 : Le Rossignol (鶯, Uguisu?) de Shirō Toyoda
- 1940 : Ioko Okumura (奥村五百子, Okumura Ioko?) de Shirō Toyoda
- 1940 : Le Printemps des petites îles (小島の春, Kojima no haru?) de Shirō Toyoda
- 1940 : Le Village d'Ohinata (大日向村, Ōhinata mura?) de Shirō Toyoda
- 1941 : Daichi ni inoru (大地に祈る?) de Takeo Murata
- 1941 : Jogakusei niki (女学生記?, Litt. Journal d'une étudiante[12]) de Takeo Murata
- 1941 : Récit de notre amour (わが愛の記, Waga ai no ki?) de Shirō Toyoda